# Primera Divisió 2022/23
Die Primera Divisió 2022/23 war die 28. Spielzeit der höchsten andorranischen Fußballliga. Sie begann am 11. September 2022 und endete am 21. Mai 2023. Titelverteidiger ist Inter Club d’Escaldes.

## Modus
Die acht Mannschaften traten an 28 Spieltagen jeweils viermal gegeneinander an. Anders als in der vergangenen Saison wurde keine Meister- und Abstiegsrunde gespielt. Der Meister qualifizierte sich für Vorrunde der UEFA Champions League. Der Zweite und Pokalsieger spielen in der UEFA Europa Conference League. Der Tabellenletzte stieg direkt ab, der Vorletzte spielt in der Relegation gegen den Vierten der Segona Divisió um den Klassenerhalt. Die Primera Divisió spielt in der folgenden Saison mit zehn Teams.

## Teams und Spielorte
|  | Mannschaft                | Stadt               | Vorjahr    |
|  | ------------------------- | ------------------- | ---------- |
|  | Inter Club d’Escaldes     | Escaldes-Engordany  | 1.         |
|  | UE Santa Coloma           | Andorra la Vella    | 2.         |
|  | UE Sant Julià             | Sant Julià de Lòria | 3.         |
|  | Atlètic Club d’Escaldes   | Escaldes-Engordany  | 4.         |
|  | FC Santa Coloma           | Andorra la Vella    | 5.         |
|  | FC Ordino                 | Ordino              | 6.         |
|  | UE Engordany              | Escaldes-Engordany  | 7.         |
|  | Penya Encarnada d’Andorra | Andorra la Vella    | Aufsteiger |

## Abschlusstabelle
| Pl. | Verein                        | Sp. | S  | U  | N  | Tore    | Diff. | Punkte |
| --- | ----------------------------- | --- | -- | -- | -- | ------- | ----- | ------ |
| 1.  | Atlètic Club d’Escaldes (P)   | 28  | 19 | 6  | 3  | 068:190 | +49   | 63     |
| 2.  | Inter Club d’Escaldes (M)     | 28  | 18 | 7  | 3  | 076:230 | +53   | 61     |
| 3.  | FC Santa Coloma               | 28  | 15 | 8  | 5  | 055:190 | +36   | 53     |
| 4.  | UE Santa Coloma               | 28  | 10 | 12 | 6  | 040:290 | +11   | 42     |
| 5.  | Penya Encarnada d’Andorra (N) | 28  | 6  | 9  | 13 | 025:460 | −21   | 27     |
| 6.  | FC Ordino                     | 28  | 5  | 8  | 15 | 033:550 | −22   | 23     |
| 7.  | UE Engordany                  | 28  | 6  | 4  | 18 | 021:670 | −46   | 22     |
| 8.  | UE Sant Julià                 | 28  | 4  | 4  | 20 | 023:830 | −60   | 16     |

Platzierungskriterien: 1. Punkte – 2. Direkter Vergleich (Punkte, Tordifferenz, geschossene Tore) – 3. Tordifferenz – 4. geschossene Tore

| (M) | amtierender andorranischer Meister     |
| (P) | amtierender andorranischer Pokalsieger |
| (N) | Neuaufsteiger der letzten Saison       |

### Kreuztabelle
| Hinrunde (Runden 1–14)  | Hinrunde (Runden 1–14) | Hinrunde (Runden 1–14) | Hinrunde (Runden 1–14) | Hinrunde (Runden 1–14) | Hinrunde (Runden 1–14) | Hinrunde (Runden 1–14) | Hinrunde (Runden 1–14) | 2022/23                   | Rückrunde (Runden 14–28) | Rückrunde (Runden 14–28) | Rückrunde (Runden 14–28) | Rückrunde (Runden 14–28) | Rückrunde (Runden 14–28) | Rückrunde (Runden 14–28) | Rückrunde (Runden 14–28) | Rückrunde (Runden 14–28) |
| ----------------------- | ---------------------- | ---------------------- | ---------------------- | ---------------------- | ---------------------- | ---------------------- | ---------------------- | ------------------------- | ------------------------ | ------------------------ | ------------------------ | ------------------------ | ------------------------ | ------------------------ | ------------------------ | ------------------------ |
| Atlètic Club d’Escaldes | UE Engordany           | Inter Club d’Escaldes  | ORD                    | PEN                    | UE Sant Julia          | FC Santa Coloma        | UES                    | Verein                    | Atlètic Club d’Escaldes  | UE Engordany             | Inter Club d’Escaldes    | ORD                      | PEN                      | UE Sant Julia            | FC Santa Coloma          | UES                      |
|                         | 1:0                    | 2:1                    | 1:1                    | 3:0                    | 5:1                    | 0:0                    | 0:2                    | Atlètic Club d’Escaldes   |                          | 2:0                      | 1:2                      | 6:1                      | 4:0                      | 2:0                      | 1:0                      | 3:1                      |
| 0:3                     |                        | 0:3                    | 0:3                    | 1:0                    | 2:1                    | 0:1                    | 1:1                    | UE Engordany              | 1:7                      |                          | 0:4                      | 1:2                      | 1:0                      | 4:0                      | 0:3                      | 1:2                      |
| 2:1                     | 2:0                    |                        | 2:1                    | 2:0                    | 1:1                    | 2:1                    | 1:3                    | Inter Club d’Escaldes     | 2:2                      | 3:0                      |                          | 0:1                      | 8:0                      | 12:0                     | 0:0                      | 1:0                      |
| 0:3                     | 5:3                    | 0:3                    |                        | 1:1                    | 0:1                    | 1:4                    | 1:3                    | FC Ordino                 | 1:1                      | 1:2                      | 3:5                      |                          | 0:3                      | 2:3                      | 0:1                      | 1:1                      |
| 0:1                     | 1:1                    | 2:2                    | 1:0                    |                        | 1:1                    | 0:2                    | 1:1                    | Penya Encarnada d’Andorra | 0:3                      | 0:0                      | 0:8                      | 1:1                      |                          | 3:2                      | 2:0                      | 0:2                      |
| 0:3                     | 0:2                    | 0:6                    | 3:2                    | 0:0                    |                        | 1:2                    | 0:3                    | UE Sant Julià             | 1:6                      | 3:0                      | 0:5                      | 1:2                      | 1:2                      |                          | 0:3                      | 1:3                      |
| 1:1                     | 6:0                    | 2:2                    | 1:1                    | 3:2                    | 4:0                    |                        | 0:1                    | FC Santa Coloma           | 0:3                      | 7:0                      | 1:1                      | 3:1                      | 3:0                      | 4:0                      |                          | 3:0                      |
| 2:3                     | 1:1                    | 2:2                    | 0:0                    | 1:1                    | 3:1                    | 0:0                    |                        | UE Santa Coloma           | 0:0                      | 5:0                      | 0:1                      | 1:1                      | 1:4                      | 1:1                      | 0:0                      |                          |

## Relegation
Der Viertplatzierte der Segona Divisió bestritt im Anschluss zwei Relegationsspiele gegen den Siebtplatzierten der Primera Divisió.
|           | Gesamt |              | Hinspiel | Rückspiel |
| --------- | ------ | ------------ | -------- | --------- |
| CE Carroi | 4:0    | UE Engordany | 2:0      | 2:0       |